# Bhutan van A tot Z

Locatie van Bhutan

## A
Aziatische weg 48 - Azië

## B
Bhutan - Boeddhisme - Bumthang (district)

## C
Chukha (district)

## D
Druk Air - druk desi - Druk tsendhen - Dagana (district) - Dzong - Dzongkha - Dzongkhag

## G
Gasa (district) - Guru Rinpoche

## H
Haa (district) - Heersers van Bhutan - Himalaya - Hindoeïsme

## I
Indische subcontinent - ISO 3166-2:BT

## J
Jak - Jampey Lhakhang - Je Khenpo - Jetsun Pema - Jigme Dorji Wangchuk - Jigme Khesar Namgyel Wangchuk - Jigme Singye Wangchuk - Jigme Wangchuk

## K
Kuje Lhakhang - Kyichu Lhakhang

## L
Lhuntse (district) - Luchthaven Paro - Lijst van heersers van Bhutan - Lijst van ministers-presidenten van Bhutan - Lijst van steden in Bhutan

## M
Ministers-presidenten van Bhutan - Mongar (district) - Monpa

## N
Ngawang Namgyal (Bhutan) - Ngultrum

## O
The Other Final

## P
Padmasambhava - Paro (stad) - Paro (district) - Luchthaven Paro - Pemagatshel (district) - Penlop - Punakha (district) - Punakha (stad)

## R
Rinpoche

## S
Samdrup Jongkhar (district) - Samtse (district) - Sarpang (district) - Shabdrung - Siwaliks - Steden in Bhutan

## T
Taktshang - Tashicho dzong - Thimphu (stad) - Thimphu (district) - Tibetaans - Tibeto-Burmaanse talen - Trashigang (district) - Trashiyangste (district) - Trongsa (district) - Trongsa (stad) - Tshogdu - Tsirang (district) - Tulku - Tijdzone in Bhutan - Tijgersnest

## U
UTC+6 - Ugyen Wangchuk

## W
Wangchuk dynastie - Wangdue Phodrang (district)

## Z
Zhemgang (district)